# Оттава Сиксти Севенс
«Оттава Сиксти Севенс» (англ. Ottawa 67's) — молодёжный канадский хоккейный клуб из города Оттава, провинция Онтарио, Канада. Основан в 1967 году. Выступает в Хоккейной лиге Онтарио (OHL). Свои домашние игры проводит на стадионе «Ти-ди Плэйс Арена». 
«67-е» являются трёхкратными чемпионами OHL, и они пять раз играли в Мемориальном кубке, выиграв в 1984 году и в качестве принимающей команды в 1999 году.

## Достижения
- Кубок Джей Росса Робертсона: 1977, 1984, 2001;
- Мемориальный кубок: 1984, 1999;
- Победители регулярного сезона: 1977–78, 1981–82, 1996–97, 2018–19, 2019–20, 2022–23;